# Constituição de Mônaco
A Constituição de Mônaco, adotada pela primeira vez em 1911 após a Revolução Monégasca e fortemente revisada pelo príncipe Rainier III em 17 de dezembro de 1962, descreve três ramos do governo, incluindo vários escritórios administrativos e vários conselhos, que compartilham o poder consultivo e legislativo com o príncipe.
A constituição também define a linha de sucessão ao trono monegasco; Esta seção foi modificada em 2 de abril de 2002.
Por contagem de palavras, é atualmente a constituição mais curta do mundo em vigor.

## Poder executivo
O príncipe mantém o mais alto poder executivo, mas o chefe de governo do principado é o ministro de Estado, que preside um Conselho de Governo composto por seis membros, e ajuda a aconselhar o príncipe e é responsável pela aplicação das leis.
Os assuntos locais do principado (ou seja, a administração dos quatro bairros de Mônaco-Ville, La Condamine, Monte Carlo e Fontvieille ) são dirigidos pelo Conselho Comunitário, composto por quinze membros eleitos e presidido pelo prefeito.
Sob a constituição de 1962, o príncipe compartilha seu poder com o Conselho Nacional unicameral, o corpo legislativo do Principado. Embora seja independente do príncipe e possa agir contrariamente aos seus desejos, sua assinatura é necessária para confirmar qualquer uma das leis propostas.

## Poder Judiciário
O poder judicial é investido no príncipe, que delega os procedimentos judiciais nos vários tribunais, que dispensam justiça em seu nome. A independência dos juízes é garantida pela constituição. A Suprema Corte de Mônaco é composta por cinco membros principais e dois juízes assistentes nomeados pelo príncipe com base em indicações do Conselho Nacional e de outros órgãos do governo. O Supremo Tribunal é o mais alto tribunal de apelações judiciais e também interpreta a constituição quando necessário. O sistema jurídico de Mônaco, intimamente relacionado ao da França, segue o Código Napoleônico. 